# Alessandro Giannelli
Pour les articles homonymes, voir Giannelli.
Alessandro Giannelli (né le 9 août 1963 à Seravezza, dans la province de Lucques, en Toscane) est un ancien coureur cycliste italien des années 1980 et 1990.

## Biographie
Alessandro Giannelli devient professionnel en 1986 et le reste jusqu'en 1994. Il remporte le Tour du Frioul en 1992. Après sa carrière de coureur il devient directeur sportif au sein des équipes Mercatone Uno, de 1997 à 2001 et en 2003, Aliverti-Kookai en 2002 et Fassa Bortolo en 2004 et 2005.

## Palmarès
- 1984
  - 3e du Gran Premio La Torre
- 1991
  - 2e de la Coppa Bernocchi
- 1992
  - Tour du Frioul
  - 4e étape du Clásico RCN

## Résultats sur les grands tours

### Tour de France
3 participations
- 1990 : 69e
- 1991 : 40e
- 1992 : abandon 14e étape

### Tour d'Italie
5 participations
- 1986 : abandon
- 1987 : 42e
- 1988 : abandon
- 1991 : 27e
- 1992 : 71e

### Tour d'Espagne
2 participations
- 1988 : abandon
- 1989 : 67e